# Dharmasetu
Dharmasetu was een 8e-eeuwse maharaja van het Koninkrijk Srivijaya. Tijdens zijn regering lijfde hij het Koninkrijk Pan Pan in (vóór het jaar 775).
Bij het oude klooster Si Thammarat, in het huidige Thailand, is een stele die aangeeft dat Dharmasetu de bouw van drie heiligdommen verordonneerde. Deze zijn aan de Bodhisattvas Padmapani, Vajrapani en Boeddha in Ligor.
De inscriptie zegt verder dat Dharmasetu hoofd was van de Saliendra van Java. Dit is de eerste melding van een relatie tussen de Srivijaya en de Sailiendra. Dewi Tara, de dochter van Dharmasetu, trouwde later met Smaratunga, een lid van een Saliendra-familie. Deze zou later, rond 792, de troon van de Srivijaya pretenderen.
Dharmasetu werd in het jaar 782 opgevolgd door zijn schoonzoon Sangramadhananjaya.